# Långstorpasjön
Långstorpasjön är en sjö i Boxholms kommun i Östergötland och ingår i Motala ströms huvudavrinningsområde.
Koordinaterna från SMHI avser dammen vid Danielshammar, som enligt kartan är en avskiljd vattenspegel förbunden med den egentliga Långstorpasjön via en 250 meter lång bäck.